# Janzour
Janzour ou Janzur (arabe : جنزور Janzũr), également appelée Zanzur, est une ville du nord-ouest de la Libye, située sur le littoral libyen de la mer Méditerranée, à l'ouest de la capitale Tripoli, et à l'est d'Az-Zawiya. Les habitants de cette ville sont appelés Janazrah (pluriel de Janzouri-un qui est de Janzour).

## Administration
Janzour se compose de huit zones principales, à savoir 
- Janzour As-Souq (جنزور السوق)
- Janzour Al-Garbiyah (جنزور الغربية)
- Janzour Ash-Sharqiya (جنزور الشرقية)
- Janzour Al- wasat (جنزور الوسط)
- AL-gheiran (الغيران)
- An-Njila (النجيلة)
- As-Sayad (الصياد)
- Alhachan (الحشان).

Janzour est devenu une Baladiyah dependant de la Muhafazah du Grand Tripoli, Janzur faisait partie du district de Jafara depuis 2001. 
- 1995 : elle faisait partie du district de Tripoli en
- 1988 : elle faisait partie du district de Zawiya
- 1987 : elle faisait partie de Tarabulus Baladiyah
- 1983 : elle faisait partie de Janzour Baladiyah.

## Histoire

### Noms et population
Les populations autochtones sont les Mejres (مجريس) et les Tasa (تاسا), Ils sont les descendants d'une même parenté que revendique Wkhian (وخيعن), de la tribu de Houaras, mais aujourd'hui la ville a perdu de son homogénéité tribale et son tissu démographique est mélangé, issu de plusieurs origines:  de Houara ; des fils de Gharyan et Mslath, Misrata , Tarhona et Orfeila, et les familles de la tribu de Nafusa, les familles de la tribu de Zanata, et les Arabes de Banu Dabbab.
Janzour est dérivé du mot latin "Censor" (Censeur) (En vieux latin, le C se prononce, comme le G, comme le grec l'ancêtre du latin, dont le C correspond à Γ (troisième lettre), dont le grec est dérivé du phénicien et le phénicien utilise le système abjad (ABCD HWZ...)).

## HISTOIRE

### Époque coloniale italienne
Le 6 mars 1912, les forces italiennes sont devenues les premières à utiliser des dirigeables en temps de guerre, lorsque deux dirigeables ont largué des bombes sur les troupes turques et les moudjahidin libyens campés à Janzour, depuis une altitude de 6 000 pieds.

## Agriculture
La région a une grande valeur agricole en raison des pluies d'hiver et de la douceur du climat. Les palmiers et les oliviers, ainsi que les orangers, étaient autrefois très répandus dans la ville ; cependant, en raison de l'urbanisme et de l'augmentation spectaculaire de la colonisation, beaucoup de ces arbres ont disparu, en particulier les orangers. 

## Urbanisme
La ville de Janzour a connu une urbanisation accélérée dans les années 2000, avec la construction de nouveaux hôpitaux, écoles et routes. Elle abrite aussi de nombreuses institutions: l'Académie libyenne, l'Université de Tripoli qui compte en son sein une Faculté des arts, une école de médecine, des collèges d'ingénierie et de formation professionnelle... etc.

## Source
- (en) Cet article est partiellement ou en totalité issu de l’article de Wikipédia en anglais intitulé « Janzur » (voir la liste des auteurs).